# Lo sconosciuto di San Marino
Lo sconosciuto di San Marino è un film del 1946 diretto da Michał Waszyński.

## Trama
Tra i numerosi profughi che arrivano a San Marino durante la Seconda guerra mondiale, un giorno giunge uno straniero che pare aver perduto la memoria. Lo sconosciuto attira le simpatie degli abitanti, soprattutto quelle di una giovane prostituta, per il suo carattere mite e gentile.
Giunta la notizia della caduta della Linea Gotica, don Antonio organizza una processione alla quale assiste anche lo sconosciuto, che si rivede negli abiti nazisti pronto ad ordinare una strage dei fedeli. Riaffioratagli così la memoria, assale la folla in processione, ma, preso dal rimorso, ha orrore di sé e si getta in un campo minato.

## Produzione
Nel film ci sono diverse inquadrature riprese dal monte Titano dove sorge San Marino: sullo sfondo le colline del Montefeltro.

## Altri tecnici
- Aiuto regista: Giorgio Capitani
- Fonico: Ennio Sensi

## Critica
(Ermanno Comuzio, Hollywood n. 139, 15 maggio 1948)